# سراب شاه‌آباد (محله)
سراب شاه‌آباد (به لری: سراو شه‌وا) نام محله و نهری در مرکز شهر خرم‌آباد است. برخی خبرگزاری‌ها این محله را با شهر ونیز در ایتالیا مقایسه کرده و لقب ونیز ایران را به آن داده‌اند.